# Mel Stuart
Mel Stuart (2 de septiembre de 1928 - 9 de agosto de 2012) fue un director de cine y productor estadounidense.
Stuart dirigió la fantasía musical de Willy Wonka y la fábrica de chocolate (1971). Ha dirigido otras características, incluyendo Si hoy es martes, esto es Bélgica (1969), Two is a Happy Number (1972) y Running on the Sun: The Badwater 135 (2000).
Stuart también dirigió largometrajes documentales, incluyendo Four Days in November y Wattstax.
Además ha dirigido o producido más de 180 películas, incluyendo películas de la semana, The Triangle Factory Fire, Bill, The Chisholms, y Ruby and Oswald, la serie de televisión Ripley's Believe it Not, y los documentales The Making of the President 1960, The Hobart Shakespeareans, Rise and Fall of the Third Reich, Man Ray — The Prophet of the Avant-Garde, George Plimpton and the Philharmonic y The Poet's View. Ha sido galardonado con cuatro premios Emmy, una nominación al Premio de la Academia, un Peabody y otros numerosos premios. Se desempeñó como presidente de la Asociación Internacional de Documentales por dos años.
Está emparentado con el fallecido productor de televisión David L. Wolper. Murió de cáncer en su casa de Beverly Hills el 9 de agosto de 2012.

## Filmografía seleccionada
- Four Days in November (1964)
- Si hoy es martes, esto es Bélgica (If It's Tuesday, This Must Be Belgium, 1969)
- I Love My life (1970)
- Willy Wonka & the Chocolate Factory (1971)
- One Is a Lonely Number (1972)
- Wattstax (1974)
- Brenda Starr (1976) (TV)
- Welcome Back, Kotter (1977) (TV)
- Ruby and Oswald (1978) (TV)
- Mean Dog Blues (1978)
- The Chisholms (1980) (TV)

## Premios y distinciones
Premios Óscar
| Año  | Categoría              | Película              | Resultado |
| ---- | ---------------------- | --------------------- | --------- |
| 1965 | Mejor documental largo | Four Days in November | Nominado  |